# Apanteles cameroonensis
Apanteles cameroonensis är en stekelart som först beskrevs av Walker 1994.  Apanteles cameroonensis ingår i släktet Apanteles och familjen bracksteklar. Inga underarter finns listade i Catalogue of Life.